# Friedrich-Schiller-Gymnasium Zeulenroda
Das Friedrich-Schiller-Gymnasium Zeulenroda ist ein 1991 neugegründetes Gymnasium. Die Räumlichkeiten wurden schon 1885 als Höhere Schule und damit Vorgänger des aktuellen Gymnasiums verwendet. Es wurde nach dem Schriftsteller und Philosophen Friedrich Schiller am 8. Mai 1992 umbenannt. Das heutige Gymnasium besteht aus zwei Gebäuden: dem Haus 1 in der Schopperstraße 26 (5.–10. Klasse) und dem Haus 2 auf dem Dr.-Gebler-Platz 7 (11. und 12. Klasse) – dem ehemaligen „Krocker-Stift“.

## Geschichte

### Krocker-Stift (heutiges Haus 2)
Die ersten Überlegungen für den Bau einer neuen Schule kamen vom damaligen Schuldirektor Nikolai in der Zeit vom 17. bis 25. Juni 1885. Die Knabenschule war bis dahin im Krocker-Stift, die Mädchenschule neben der Dreieinigkeitskirche und die so genannte 2. Bürgerschule im Anbau des Rathauses untergebracht. Bereits am 3. Juli 1885 beschloss die Stadtverwaltung, sich mit dem Thema näher zu befassen und ordnete erste Begehungen der Räume und Gebäude an.
1906 wurde die Realschule Zeulenroda gegründet – die Vorgängerin des heutigen Friedrich-Schiller-Gymnasiums. 1911 kam Studiendirektor Ernst Stemmann an die Realschule Zeulenroda. Unter seiner Leitung entwickelte sich die Real- zur Oberschule mit Unter- und Oberprima.
Von 1959 bis 1991 befand sich die Erweiterte Oberschule (EOS) in den Räumlichkeiten des heutigen Haus 2. Ab 1972 hatte sie den Namen „Erweiterte Oberschule Fritz Heckert“.
Am 1. September 1991 wurde das „Staatliche Gymnasium Zeulenroda“ durch den Zusammenschluss von ehemaliger Erweiterter Oberschule und Friedrich-Schiller-Schule (heutiges Haus 1) gegründet. Am 8. Mai 1992 wurde ihr der Name „Friedrich-Schiller-Gymnasium“ verliehen.

### Staatliches Friedrich-Schiller-Gymnasium

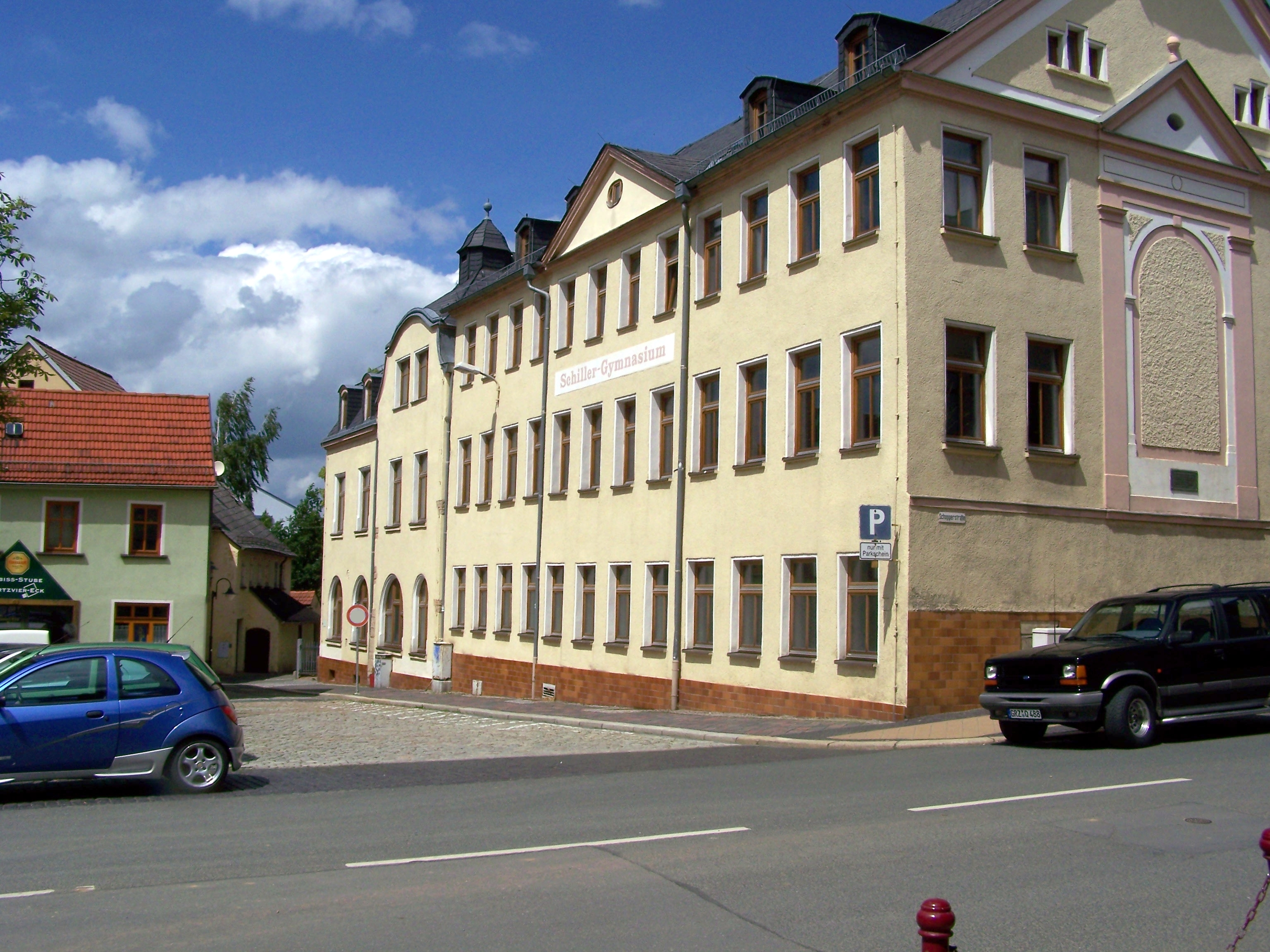
Haus 2 des Friedrich-Schiller-Gymnasiums auf dem Dr.-Gebler-Platz

Anfang 1993 wurde mit umfangreichen Erweiterungs- und Renovierungsarbeiten begonnen. Während das Haus 2 um einen Anbau mit Chemiekabinett erweitert wurde, begannen Mitte August desselben Jahres die Sanierungsarbeiten an der Turnhalle – bedingt durch Pilzbefall und Einsturzgefahr. Im Juni 1996 folgte die Erneuerung der Aula, welche sich durch ihre alte Bleiverglasung auszeichnet.
1999 und 2000 wurde das Gymnasium um zwei Computerkabinette erweitert. Ermöglicht wurde dies vor allem durch Spenden ortsansässiger Firmen.
2006 wurde vom 10. bis 16. Juni eine Schulfestwoche unter dem Motto „100 Jahre Höhere Bildung in Zeulenroda“ abgehalten, in deren Verlauf unter anderem ein, extra für das Jubiläum, einstudiertes Musical der schuleigenen Theatertruppe Premiere feierte.
Seit Oktober 2007 besteht eine Kooperationsvereinbarung mit der Berufsschule Zeulenroda unter dem Leitthema „Wirtschaft – Praxis“. Ziel dieses Entwicklungsvorhabens ist die bessere praktische Vorbereitung auf Ausbildung bzw. Studium und Beruf. Weiterhin besteht seit dem 11. November 2009 eine Kooperationsvereinbarung mit der „LACOS Computerservice GmbH“ Zeulenroda und der Technischen Universität Ilmenau. Inhalt ist die Vertiefung der Beziehungen mit den Partnern und das Erschließen neuer Aufgaben und Berufsfelder durch die Schüler.

## Arbeitsgemeinschaften
Es existieren neben den Arbeitsgemeinschaften für Schach, Technik, Kunst und Französisch auch Gruppen für Fotografie, Handball, Volleyball, Tischtennis und Theater. Die Schule verfügt außerdem über einen eigenen Chor.

## Schulveranstaltungen
Die Schüler der 11. Klasse richten jährlich einen Faschingsball aus. Die Erlöse kommen ihren ABI–Bällen zugute, welche traditionell einen Tag nach Vergabe der Abiturzeugnisse stattfinden.
Neben diesen Veranstaltungen findet seit 2007 auch eine jährliche Schülervollversammlung statt, welche es sich zum Ziel setzt, besondere Leistungen von Schülern innerhalb des letzten Schuljahres hervorzuheben. Diese wird hauptsächlich von den Mitgliedern der Schülervertretung sowie Freiwilligen geplant und organisiert.
Darüber hinaus finden jährlich Sportfeste, Musikveranstaltungen, Musicalfahrten, Praktika der 9. und 10. Klassen oder Studienfahrten der 11. Klassen ins Ausland statt. Mit der „Friedrichs“ verfügt das Gymnasium auch über eine eigene Schülerzeitung.

## Förderverein
Seit Mai 1993 existiert ein Förderverein. Er hat es sich zum Ziel gesetzt, Schülerinnen und Schüler in allen Belangen zu fördern und zu unterstützen. Dies beinhaltet unter anderem die finanzielle Unterstützung von Arbeitsgemeinschaften, Nachhilfestunden oder Ausflügen. Mitglied kann jeder werden, der sich als ehemaliger Schüler, Lehrer oder Elternteil mit einbringen möchte.

## Persönlichkeiten
ehemalige Schüler
- Friedrich Reimann – Jagd- und Tiermaler
- Adolf Scheibe – Erfinder der Quarzuhr
- Heinrich Seeling – Architekt (u. a. die Deutsche Oper Berlin)
- Friedrich Schenker – Komponist und Posaunist